# 住吉ジェラニレショーン
住吉 ジェラニ レショーン（すみよし ジェラニ レショーン、1997年10月5日 - ）は、アメリカ合衆国カリフォルニア州サンディエゴ出身のプロサッカー選手。Jリーグ・清水エスパルス所属。ポジションはディフェンダー（DF）。

## 来歴
日本大学藤沢高等学校では、2年次に第93回全国高等学校サッカー選手権大会で4強入りを経験。国士舘大学へ進学後、フォワードからセンターバックへ転向した。
2020年より、水戸ホーリーホックへ加入した。6月27日、J2第2節のザスパクサツ群馬戦で途中出場しプロデビュー。9月30日、J2第23節の大宮アルディージャ戦でプロ初ゴールを決めた。
2021年シーズン途中でサンフレッチェ広島へ完全移籍で加入。
2023年12月26日、清水エスパルスへ期限付き移籍にて加入することが発表された。契約期間は2024年2月1日から2025年1月31日まで。
2024年12月30日、清水エスパルスへ期限付き移籍から完全移籍にて加入。

## 人物
母親は広島東洋カープのファンで、関東でお好み焼き店を営んでいる。

## 所属クラブ
- 一本松SC
- BANFF横浜ベイ
- 2013年 - 2015年 日本大学藤沢高等学校
- 2016年 - 2019年 国士舘大学
- 2020年 - 2021年7月  水戸ホーリーホック
- 2021年7月 - 2024年  サンフレッチェ広島
  - 2024年  清水エスパルス (期限付き移籍)
- 2025年 -  清水エスパルス

## 個人成績
| 国内大会個人成績 | 国内大会個人成績 | 国内大会個人成績 | 国内大会個人成績 | 国内大会個人成績 | 国内大会個人成績 | 国内大会個人成績 | 国内大会個人成績 | 国内大会個人成績 | 国内大会個人成績 | 国内大会個人成績 | 国内大会個人成績 |
| 年度             | クラブ           | 背番号           | リーグ           | リーグ戦         | リーグ戦         | リーグ杯         | リーグ杯         | オープン杯       | オープン杯       | 期間通算         | 期間通算         |
| 年度             | クラブ           | 背番号           | リーグ           | 出場             | 得点             | 出場             | 得点             | 出場             | 得点             | 出場             | 得点             |
| 日本             | 日本             | 日本             | 日本             | リーグ戦         | リーグ戦         | リーグ杯         | リーグ杯         | 天皇杯           | 天皇杯           | 期間通算         | 期間通算         |
| ---------------- | ---------------- | ---------------- | ---------------- | ---------------- | ---------------- | ---------------- | ---------------- | ---------------- | ---------------- | ---------------- | ---------------- |
| 2017             | 国士舘大         | 3                | -                | -                | -                | -                | -                | 2                | 0                | 2                | 0                |
| 2020             | 水戸             | 2                | J2               | 27               | 1                | -                | -                | -                | -                | 27               | 1                |
| 2021             | 水戸             | 2                | J2               | 21               | 1                | -                | -                | 0                | 0                | 21               | 1                |
| 2021             | 広島             | 21               | J1               | 1                | 0                | -                | -                | -                | -                | 1                | 0                |
| 2022             | 広島             | 21               | J1               | 8                | 0                | 6                | 2                | 4                | 0                | 18               | 2                |
| 2023             | 広島             | 21               | J1               | 6                | 0                | 3                | 0                | 0                | 0                | 9                | 0                |
| 2024             | 清水             | 66               | J2               | 31               | 4                | 0                | 0                | 0                | 0                | 31               | 4                |
| 通算             | 日本             | 日本             | J1               | 15               | 0                | 9                | 2                | 4                | 0                | 28               | 2                |
| 通算             | 日本             | 日本             | J2               | 79               | 6                | 0                | 0                | 0                | 0                | 79               | 6                |
| 通算             | 日本             | 日本             | 他               | -                | -                | -                | -                | 2                | 0                | 2                | 0                |
| 総通算           | 総通算           | 総通算           | 総通算           | 94               | 6                | 9                | 2                | 6                | 0                | 109              | 8                |

- Jリーグ初出場 - 2020年6月27日 J2第2節 対ザスパクサツ群馬戦 (正田醤油スタジアム群馬)
- Jリーグ初得点 - 2020年9月30日 J2第23節 対大宮アルディージャ戦 (NACK5スタジアム大宮)

## タイトル

### クラブ
清水エスパルス
- J2リーグ（2024年）

### 個人
- J2リーグベストイレブン：1回（2024年）[10]